# Wincenty Motas
Wincenty Motas (ur. 1860, zm. w 1918) – poeta chłopski z Grębowa pod Tarnobrzegiem. Autor okolicznościowych wierszy, publikowanych od 1891 do 1907 roku w różnych czasopismach m.in. w "Krakusie" i "Przyjacielu Ludu".